# Americas Rugby Trophy 2022
El Americas Rugby Trophy de 2022 fue un torneo de rugby de selecciones masculinas de América.
El torneo se disputó íntegramente en Brasil en el Estádio Municipal Prefeito Francisco Ribeiro Nogueira de Mogi das Cruzes entre el 16 y 26 de octubre.

## Equipos participantes
- Brasil XV
- Canadá XV
- Chile XV

## Posiciones
| Pos. | Equipo    | Encuentros | Encuentros | Encuentros | Encuentros | Tantos  | Tantos    | Tantos     | Puntos |
| Pos. | Equipo    | jugados    | ganados    | empatados  | perdidos   | a favor | en contra | diferencia | Puntos |
| ---- | --------- | ---------- | ---------- | ---------- | ---------- | ------- | --------- | ---------- | ------ |
| 1    | Chile XV  | 2          | 2          | 0          | 0          | 93      | 61        | +32        | 10     |
| 2    | Canadá XV | 2          | 1          | 0          | 1          | 56      | 50        | +6         | 5      |
| 3    | Brasil XV | 2          | 0          | 0          | 2          | 50      | 88        | -38        | 1      |

Nota: Se otorgan 4 puntos al equipo que gane un partido, 2 al que empate y 0 al que pierda
Puntos Bonus: 1 punto por marcar 3 tries o más de diferencia que el rival (BO) y 1 al equipo que pierda por no más de 7 tantos de diferencia (BD).

## Resultados
| 16 de octubre | Brasil XV | 36 - 57 | Chile XV | Estádio Municipal Prefeito Francisco Ribeiro Nogueira, Mogi das Cruzes |  |

| 21 de octubre | Chile XV | 36 - 25 | Canadá XV | Estádio Municipal Prefeito Francisco Ribeiro Nogueira, Mogi das Cruzes |  |

| 26 de octubre | Brasil XV | 14 - 31 | Canadá XV | Estádio Municipal Prefeito Francisco Ribeiro Nogueira, Mogi das Cruzes |  |

| Bandera de Chile |
| Campeón Chile XV |